# Дунинген
Дунинген (њем. Dunningen) општина је у њемачкој савезној држави Баден-Виртемберг. Једно је од 21 општинског средишта округа Ротвајл. Према процјени из 2010. у општини је живјело 5.977 становника. Посједује регионалну шифру (AGS) 8325014.

## Географски и демографски подаци
Дунинген се налази у савезној држави Баден-Виртемберг у округу Ротвајл. Општина се налази на надморској висини од 666 метара. Површина општине износи 48,4 km². У самом мјесту је, према процјени из 2010. године, живјело 5.977 становника. Просјечна густина становништва износи 123 становника/km².